# ويلبر إف. بوث
ويلبر إف. بوث (بالإنجليزية: Wilbur F. Booth)‏ هو محامي وقاضي أمريكي، ولد في 22 أغسطس 1861 في Seymour, Connecticut ‏ في الولايات المتحدة، وتوفي في 7 يوليو 1944.